# Gaspare Mutolo
Gaspare Mutolo (nacido el 5 de febrero de 1940) es un exmiembro de la Cosa Nostra que se convirtió en pentito en 1991. Su apodo era Asparino.

## Inicios
Mutolo nació en Palermo. En 1965, el ladronzuelo Mutolo conoció a Totò Riina en la cárcel, este último fue quien le sugirió entrar en Cosa Nostra. Entonces, en 1973 Saro Riccobono y Totò Riina hicieron su ceremonia de iniciación en una finca de Lorenzo Nuvoletta y Riccobono le dijo: Si un hombre de honor se equivoca con una mujer de otro hombre de honor, con una hija o una hermana, el padre, incluso con lágrimas en los ojos, debe estrangular a su hijo. Nunca debe haber perdón, aunque pasen 30 o 40 años: si uno espía, ciertamente no muere en la cama, sino que lo mata la mafia, aunque tenga 100 años. Es un principio y se hace todo lo posible para que no muera en su propia cama.
Rápidamente se convirtió en uno de los hombres de confianza de Riccobono y Riina.
Mutolo se convirtió en un traficante de heroína. Por este trabajo tenía contactos con los narcos de Singapur. También estuvo implicado en secuestros y asesinatos. En 1976 y 1982, Mutolo estaba encarcelado y en una de esas conoció a Luciano Liggio. En 1981, estuvo implicado en el asesinato del hermano de Totuccio Inzerillo. Gracias a su amistad con Riina, se salvó de la Segunda guerra de la mafia cuando los mismos Corleonesi asesinaron al jefe de Mutolo, Saro Riccobono, en noviembre de 1982.

## Pentito
A finales de 1991 indicó que él estaba listo para hablar. Mutolo y el juez Paolo Borsellino hablaron pero poco porque Borsellino estaba investigando la muerte de su amigo, el juez Falcone y por consiguiente Borsellino moriría 3 días después en Via D'Amelio. Sin embargo, aunque Borsellino haya muerto, su colaboración fue importante porque fue el primer pentito que hablaría de las conexiones Cosa Nostra-política. Mutolo declaró que Cosa Nostra tenía estrechas relaciones con los política, en particular, con Salvo Lima - el referente del primer ministro Giulio Andreotti en Sicilia. En abril de 1993 - pero Lima había sido asesinado - y entonces aportó pruebas contra Giulio Andreotti, el expolicia Bruno Contrada y el exmagistrado Corrado Carnevale, quienes fueron acusados de asociación mafiosa.
- Datos: Q1495283
- Multimedia: Gaspare Mutolo / Q1495283